# Unionistische Partei (Kanada)
Die Unionistische Partei (engl. Unionist Party, frz. Parti unioniste) war eine politische Partei in Kanada. Es handelte sich dabei um eine kurzlebige Vereinigung der Konservativen Partei von Premierminister Robert Borden mit einzelnen Unterhaus-Abgeordneten der Liberalen Partei, welche während des Ersten Weltkriegs die Einführung der Wehrpflicht unterstützten (siehe auch Wehrpflichtkrise von 1917).

## Geschichte
Im Mai 1917 hatte der konservative Premierminister Borden dem Vorsitzenden der Liberalen, Wilfrid Laurier, die Bildung einer Allparteienregierung vorgeschlagen, um die Wehrpflicht einführen zu können und für die restliche Dauer des Krieges zu regieren. Laurier wies den Vorschlag zurück, da viele liberale Abgeordnete aus der französischsprachigen Provinz Québec die Wehrpflicht entschieden ablehnten und er befürchten musste, dass der Nationalist Henri Bourassa die Situation ausnützen würde. Bei den Liberalen im englischsprachigen Teil des Landes stieß die Wehrpflicht hingegen auf Zustimmung.
Als Alternative zu einer Koalition mit Laurier bildete Borden am 12. Oktober 1917 eine „unionistische Regierung“ mit konservativen, liberalen und unabhängigen Ministern. Daraufhin setzte er eine Neuwahl für den Dezember 1917 an, um ein klares Mandat für die Wehrpflicht zu erhalten. Borden trat als Kopf der „Unionistischen Partei“ auf und machte die Wehrpflicht zum Hauptthema des Wahlkampfs. Bei der Unterhauswahl 1917 traten Kandidaten der Unionistischen Partei gegen wehrpflichtkritische Liberale an, welche weiterhin zu Wilfrid Laurier hielten (daher die Bezeichnung „Laurier-Liberale“). Die Wahl endete in einer Spaltung des Landes entlang der Sprachgrenze. Die Liberalen gewannen 82 Sitze, davon 62 in Québec. Die Unionisten, die 153 Sitze erhielten, waren in Québec nur in drei überwiegend englischsprachigen Wahlkreisen erfolgreich.
Nach Kriegsende versuchte Borden, die Unionistische Partei weiterzuführen. 1920 trat Arthur Meighen seine Nachfolge an und nannte die Partei in „National Liberal and Conservative Party“ um, in der Hoffnung, die Koalition dauerhaft zu erhalten. Die Unionisten waren offiziell nie eine Partei im eigentlichen Sinne gewesen und es mangelte ihnen daher an Strukturen. Meighen strebte danach, dies zu ändern.
Vor der Unterhauswahl 1921 traten aber die meisten liberal-unionistischen Abgeordneten dieser Partei nicht bei, da sie nur in der Wehrpflichtfrage mit den Konservativen einig gewesen waren. Sie kehrten stattdessen zur Liberalen Partei zurück, die mittlerweile von William Lyon Mackenzie King angeführt wurde. Nur wenige Liberale hielten weiterhin zu den Konservativen. Nach Meighens vernichtender Wahlniederlage nahm die Konservative Partei wieder ihren alten Namen an.